# Plattenburg
Plattenburg est une commune allemande de l'arrondissement de Prignitz, Land de Brandebourg.

## Géographie
Plattenburg comprend huit quartiers avec 14 villages :
- Bendelin avec le Gemeindeteil Zichtow et la zone résidentielle Karlsruhe
- Glöwen avec les Gemeindeteils Groß Leppin, Storbeckshof et Zernikow ainsi que les zones résidentielles Friedrichswalde et Stölkenplan
- Hoppenrade avec le Gemeindeteil Garz
- Kleinow avec les Gemeindeteils Burghagen, Ponitz et Uenze ainsi que les zones résidentielles Kleinower Ziegelei et Neu Kleinow
- Kletzke avec le Gemeindeteil Plattenburg,
- Krampfer avec le Gemeindeteil Groß Gottschow et la zone résidentielle Kahlhorst
- Netzow avec les Gemeindeteils Klein Leppin et Söllenthin et la zone résidentielle Schwanensee
- Viesecke avec les Gemeindeteils Groß Werzin et Rambow et la zone résidentielle Klein Welle

| Perleberg       | Groß Pankow |                |
| Bad Wilsnack    | Plattenburg | Gumtow         |
| Legde/Quitzöbel | Havelberg   | Kyritz Breddin |

Kletzke est proche du croisement de la Bundesstraße 5 et de la Bundesstraße 107. Glöwen a une gare sur la ligne de Berlin à Hambourg.

## Histoire
La commune actuelle de Plattenburg est créée le 31 décembre 2001 à la suite de la fusion volontaire des municipalités précédemment indépendantes Bendelin, Glöwen, Hoppenrade, Kleinow, Kletzke, Krampfer, Netzow et Viesecke qui formaient auparavant l'Amt Plattenburg.

## Personnalités liées à la commune
- Siegfried von Saldern (1843-1913), homme politique
- Conrad von Saldern (1847-1908), diplomate
- Christel Fiebiger (1946-), femme politique née à Plattenburg.